# Ondskab
Ondskab er modsætningen til godhed. Ondskab ytrer sig i handlinger, som bedømmes som umoralske i særlig grad. Hvis begrebet bruges løst, kan ondskab være lig med almindelig dårlig opførsel, men som regel betegner det ekstrem umoralitet. Undertiden forstås det som en kraft, der driver moralsk forkerte handlinger, lejlighedsvis som en mytologisk grundkraft (Djævelen, Satan), der påvirker mennesker og verdensbegivenheder. Eksempler på ondskab er forfølgelse, krig, massakrer, mord, terror, vold og tortur.
En ond handling forstås som regel som en bevidst handling, der skader andre eller en selv. Den onde person har en bevidst hensigt om at skade. Hensigten er afgørende; man kan ikke komme til at udføre en ond handling.
Ondskab er ikke det samme som lidelse. Ondskab er et bevidst ønske om at skabe lidelse. Men lidelse kan eksistere uden at der ligger ondskab bag. Eksempler herpå er sygdomme og naturkatastrofer (sult, oversvømmelse, tørke, jordskælv). Et andet eksempel: Et uskyldigt skiselskab bliver offer for et sneskred, der bliver startet på toppen af bjerget af en person, der for sjov kaster med sten mod sneen, og som ikke har et ønske om at skabe lidelse. Heller ikke her er der tale om ondskab, højst om ubetænksomhed.
Undertiden bliver sygdomme og naturkatastrofer betegnet som "naturlig ondskab", men en sådan betegnelse er ikke strengt korrekt ifølge den ovenstående definition af ondskab.

## Forklaringer
Der findes flere forskellige definitioner af ondskab og dermed flere forskellige forklaringer på ondskab. Man bør vogte sig for forenklende forklaringer på ondskab. Hvis man finder en hjernesvulst i hovedet på en person, der har udsat andre for bestialske handlinger, så kan hjernesvulsten godt være en del af forklaringen på personens handlinger, men det vil sjældent være hele forklaringen.
Eksempler på forenklende forklaringer er:
- Den patologiske forklaring: Den onde handling skyldes en biologisk, fysiologisk eller neurologisk defekt.
- Forklaringen om, at mennesket er iboende ondt (Martin Luther bestemte mennesket som en synder).
- Forklaringen om, at ondskab har sit udspring i en autoritær opdragelse.
- Forklaringen om posttraumatiske belastningsreaktioner. Det er den forklaring, der ofte bruges, når krigsveteraner begår onde handlinger i fredstid.
- Forklaringen om svigt i barndommen.
- Forklaringen ud fra nationalkarakter. Det er den forklaring, der bruges, når man tilskriver en hel nation psykopatalogiske træk - f.eks. når man siger: "Alle tyskere lider af storhedsvanvid."

## Socialpsykologisk tilgang
I en socialpsykologisk forståelsesramme kan ondskab beskrives som et almenmenneskeligt potentiale for at udføre handlinger, der er grænseoverskridende i forhold til de gældende sociale og kulturelle normer, og som har til formål at reducere andres livskvalitet (fysisk eller psykisk). Onde handlinger bestemmes som handlinger, der udføres uden medfølelse (empati) for de mennesker, de går ud over.
Ifølge denne definition er ondskab noget almenmenneskeligt. Det er principielt muligt for ethvert menneske at udføre onde handlinger.

## Filosofisk tilgang
Den græske filosof Sokrates (469 f.Kr.–399 f.Kr.) mente, at menneskets onde handlinger skyldes uvidenhed. Ifølge Sokrates var dyd og moral viden. Den, der virkelig ved, hvad det gode er, vil også gøre det. Hvis man kender sig selv og verden tilstrækkeligt godt, så vil man gøre det gode.
Ifølge den græske filosof Plotin (204-270), grundlæggeren af nyplatonismen, er ondskab fravær af godhed. Plotin bruger begrebet berøvelse (på græsk: "steresis") som forklaring på ondskab. I hans filosofi er materien simpelthen blottet for kvalitet. Materien er yderligheden af berøvelse, ligesom fuldstændigt mørke er yderligheden af berøvelse af lys.
I menneskelivet opstår ondskab ved, at sjælen, som er god i sig selv, er trådt ind i en materiel krop og dermed er trådt ind i den grundlæggende mangelfuldhed, der kendetegner den materielle eksistens, siger Plotin. Det onde har ikke en selvstændig eksistens. Det eksisterer kun som mangel på det gode. Det gode har mest "væren" - er mest virkeligt. Det onde har mindst væren - ja, faktisk har det ingen væren i sig selv.

### Relativ ondskab
I den filosofiske tilgang skelner man blandt andet mellem relativ ondskab og absolut ondskab. Relativ ondskab betegner handlinger, der bedømmes som onde ud fra en given tids eller kulturs normer. En handling, der betragtes som acceptabel på ét tidspunkt, kan betragtes som ond på et andet tidspunkt (tidsmæssige forskelle). En handling, der betragtes som acceptabel på ét sted, kan betragtes som ond på et andet sted (kulturelle forskelle).

### Absolut ondskab
Absolut ondskab er begrebet om en ondskab, der kvalitativt adskiller sig fra godhed. En ond handling vil i denne betydning aldrig være andet end ond – uanset tid eller kultur. Brugt på mennesker vil et 'ondt menneske' heller aldrig kunne være andet end ondt. Hvis der altså med "ondskab" menes absolut ondskab, så kan denne ondskab per definition ikke kureres, men kun bekæmpes.
En fordel ved en absolut brug af ondskabsbegrebet er, at et moralsk kodeks kan fremstilles meget mere simpelt, samt at mange grå områder, der kan føre til moralsk handlingslammelse, forsvinder. På den anden side går vigtige nuancer i handlingsbedømmelsen tabt.

## Religiøs tilgang
I mange religionsformer opfattes det onde som et lige så oprindeligt princip som det gode. Verden ses således som en kampplads mellem det gode og det onde. Godhedens kilde er Gud, mens ondskabens kilde er Djævelen. Godt og ondt er absolutte modsætninger. Denne opfattelse ses f.eks. i den traditionelle kristendom, i islam og i manikæismen.
I buddhismen opfattes menneskets grundlæggende begær ("livstørsten" (pali: tanha)) på en måde som "det onde" - det der fører til skuffelse og lidelse. Målet er at komme ud over begæret. Tilsvarende ses nirvana - udslukkelsen af begæret - som "det gode".
Den danske åndelige lærer Martinus (1890-1981) siger, at der dybest set ikke findes noget ondt. Alt er ”såre godt”. Det såkaldt onde er – hvor vanskeligt det end kan være at forstå – et udtryk for Guds kærlighed. Martinus siger, ”at mørke og lidelse kun er camoufleret kærlighed.” Det såkaldt onde er godt, fordi det tjener et godt formål, nemlig oplevelsen af det gode. Det er ikke godt, fordi det i sig selv er behageligt. Tværtimod kan det – som alle ved - være meget ubehageligt.
Derfor taler Martinus om ”det behagelige gode” og ”det ubehagelige gode”. Det hænger sammen med et grundlæggende princip i tilværelsen, nemlig kontrastprincippet. Dette princip siger, at eksistensen af kontraster er en nødvendig forudsætning for menneskets livsoplevelse. Et fænomen kan kun opleves, hvis det markeres af en eller anden kontrast til dette fænomen. Ja, faktisk eksisterer et fænomen kun i kraft af sine kontraster, siger Martinus. Det behagelige eksisterer kun i kraft af det ubehagelige. Mennesket kan kun opleve noget behageligt - sundhed, rigdom, glæde, lykke - på baggrund af noget ubehageligt - sygdom, fattigdom, smerte, lidelse.

## Ondskab som tema i kunsten
Film:
- Stanley Kubrick: A Clockwork Orange. 1971.
- Mikael Håfström: Ondskan. 2003.
- Jonathan Glazer: The Zone of Interest. 2023.

Biografiske beretninger:
- Primo Levi: Hvis dette er et menneske. 1947.
- Jan Guillou: Ondskaben. 1981.

Skønlitteratur:
- Mads Brenøe: Så megen vrede. 1993.
- Bret Easton Ellis: American Psycho. 1991.

Maleri:
- Pablo Picasso: Guernica. 1937.